# Решетько, Михаил Васильевич
Михаил Васильевич Решетько (род. 15 августа 2003, Усть-Каменогорск) — российский хоккеист, нападающий.

## Биография
Начинал заниматься хоккеем в усть-каменогорском «Торпедо», в 2017 году перешёл в новосибирскую «Сибирь». В сезонах 2020/21 — 2023/24 играл за команду МХЛ «Сибирские снайперы», с сезона 2024/25 — игрок команды ВХЛ «Зауралье» Курган. 20 марта 2025 года в домашнем матче «Сибири» против «Салавата Юлаева» (1:3) дебютировал в КХЛ.